# Каслфорд (Ајдахо)
Каслфорд (енгл. Castleford) град је у америчкој савезној држави Ајдахо.

## Демографија
По попису из 2010. године број становника је 226, што је 51 (-18,4%) становника мање него 2000. године.
| Група             | 2000.       | 2010.       |
| Белци             | 165 (59,6%) | 144 (63,7%) |
| Афроамериканци    | 1 (0,4%)    | 0 (0,0%)    |
| Азијати           | 0 (0,0%)    | 1 (0,4%)    |
| Хиспаноамериканци | 106 (38,3%) | 79 (35,0%)  |
| Укупно            | 277         | 226         |